# Лі Сергій Георгійович
Сергі́й Гео́ргійович Лі́ (1964—2023) — український військовослужбовець, полковник Збройних Сил України, учасник російсько-української війни, що відзначився і загинув у ході російського вторгнення в Україну. Герой України (2024, посмертно).

## Життєпис
Кореєць. Народився 1964 року у м. Волгограді. Мати була росіянкою, а батько корейцем. У 14 років Сергій втратив батька, у 17-річному віці, 1981-го — вступив у Сумське вище артилерійське командне училище; згодом закінчив Національний університет оборони України. У 1998—2002 рр. командував однією з ракетних бригад Збройних Сил України. У період АТО/ООС служив фахівцем із підготовки артилерії при Генштабі ЗСУ . 
Потому пішов на пенсію, проживав у Кременці, займався власним невеликим бізнесом. 
24 лютого 2022 року добровольцем повернувся на військову службу, був призначений заступником командира 85-го окремого батальйону територіальної оборони 105-ї окремої бригади ТрО. 
Невдовзі слідом за Сергієм на фронт поїхала і його дружина Людмила, яка обійняла у батальйоні посаду кухаря.
У липні дістав поранення — його життя вберіг шолом, в який влучив ворожий осколок.
Загинув 9 жовтня 2023 року під час стрілецького бою на Запорізькому напрямку. Командир зведеного підрозділу полковник Лі зайняв опорний пункт противника й протягом двох діб утримував його, не допустивши просування ворога. Російські загарбники дистанційно замінували опорний пункт, але полковник зміг вивести бійців з оточення. Загинув внаслідок кульового поранення під час відходу після мінування переднього краю району оборони батальйону.
Похований 13 жовтня 2023 року в селі Великі Млинівці Кременецького району.

## Нагороди
- Звання Герой України з удостоєнням ордена Золота Зірка (15 липня 2024, посмертно) — за особисту мужність і героїзм, виявлені у захисті державного суверенітету та територіальної цілісності України, самовіддане служіння Українському народові[5].
- Відзнака Президента України «За оборону України» (посмертно)[2].
- Відзнака Міністра Оборони України «Ветеран служби» (посмертно)[2] [6].
- Почесний нагрудний знак Головнокомандувача ЗСУ «Срібний хрест».

## Вшанування пам'яті
2023 року у місті Кременець вулицю Санаторійну перейменовано на вулицю полковника Сергія Лі.
Присвоєно звання «Почесний громадянин Кременецької міської територіальної громади».
21 листопада 2024 року у місті Кременці Тернопільської області встановлено меморіальний комплекс пам'яті полковника Сергія Лі.